# Ligne U6 du métro de Munich
La ligne U6 du métro de Munich, est une ligne longue de 27,416 kilomètres, dont 5,8 kilomètres de section commune avec la ligne U3, du métro de Munich.

## Caractéristiques

### Ligne
La ligne U6 est longue de 27,416 kilomètres, dont 5,8 kilomètres de tronc commun avec la ligne U3,.

### Liste des stations
La ligne comporte 26 stations :
|  |   |  | Station                    | Secteur | Correspondances.                           |
|  | - |  | -------------------------- | ------- | ------------------------------------------ |
|  | ■ |  | Garching-Forschungszentrum |         |                                            |
|  | • |  | Garching                   |         |                                            |
|  | • |  | Garching-Hochbrück         |         |                                            |
|  | • |  | Fröttmaning                |         |                                            |
|  | • |  | Kieferngarten              |         |                                            |
|  | • |  | Freimann                   |         |                                            |
|  | • |  | Studentenstadt             |         |                                            |
|  | • |  | Bonner Platz               |         |                                            |
|  | • |  | Alte Heide                 |         |                                            |
|  | • |  | Nordfriedhof               |         |                                            |
|  | • |  | Dietlindenstraße           |         |                                            |
|  | • |  | Münchner Freiheit          |         | (U3)                                       |
|  | • |  | Giselastraße               |         | (U3)                                       |
|  | • |  | Universität                |         | (U3)                                       |
|  | ■ |  | Odeonsplatz                |         | ,                                          |
|  | ■ |  | Marienplatz                |         | , S-Bahn via la gare de Munich-Marienplatz |
|  | ■ |  | Sendlinger Tor             |         | ,                                          |
|  | • |  | Goetheplatz                |         | (U3)                                       |
|  | • |  | Poccistraße                |         | (U3)                                       |
|  | • |  | Machtlfinger Straße        |         | (U3)                                       |
|  | • |  | Implerstraße               |         | (U3)                                       |
|  | • |  | Harras                     |         |                                            |
|  | • |  | Partnachplatz              |         |                                            |
|  | • |  | Westpark                   |         |                                            |
|  | • |  | Holzapfelkreuth            |         |                                            |
|  | • |  | Haderner Stern             |         |                                            |
|  | • |  | Großhadern                 |         |                                            |
|  | ■ |  | Klinikum Großhadern        |         |                                            |